# Мартін Ріос
Мартін Ріос (ісп. Martin Rios) — швейцарський керлінгіст іспанського походження, олімпійський медаліст, дворазовий чемпіон світу.
Срібну олімпійську медаль  Ріос виборов разом із Женні Перре на Пхьончханській олімпіаді 2018 року в турнірі змішаних пар. Пара Перре/Ріос також виграла чемпіонат світу 2017 року в цьому виді змагань. Чемпіонат світу 2012 року Ріос виграв з Надін Леманн.

## Зовнішні посилання
- У базі даних www.worldcurl.com [Архівовано 27 грудня 2017 у Wayback Machine.]

## Виноски
1. ↑  Swiss Olympic - Curling macht den Auftakt bei den Olympiaselektionen [Архівовано 10 вересня 2018 у Wayback Machine.](нім.)